# Gagrella palawanica
Gagrella palawanica is een hooiwagen uit de familie Sclerosomatidae.